# Southleigh
Southleigh – wieś i civil parish w Anglii, w Devon, w dystrykcie East Devon. W 2011 civil parish liczyła 225 mieszkańców. Southleigh jest wspomniana w Domesday Book (1086) jako Lege/Lega.